# Kriegsheim
Kriegsheim település Franciaországban, Bas-Rhin megyében. Lakosainak száma 776 fő (2022. január 1.). Kriegsheim Niederschaeffolsheim, Brumath, Rottelsheim és Weitbruch községekkel határos.

## Népesség
A település népességének változása:
| Lakosok száma | 706  | 757  | 800  | 781  | 787  | 793  | 787  | 782  | 776  |
|               | 2013 | 2015 | 2016 | 2017 | 2018 | 2019 | 2020 | 2021 | 2022 |